# متیو دلاهیگ
متیو دلاهیگ (انگلیسی: Mathieu Delahaigue؛ زادهٔ ۳۱ دسامبر ۱۹۸۷) بازیکن فوتبال اهل فرانسه است.